# Nikolaos II. Chrysoberges
Nikólaos II. Chrysobérgēs (Νικόλαος ὁ Χρυσοβέργης, † 16. Dezember 992 in Konstantinopel) war von 980 bis 992 Ökumenischer Patriarch von Konstantinopel.

## Leben
Nikolaos gehörte zum Schülerkreis des Athanasios Athonitis, Abt des Klosters Megisti Lavra auf dem Athos. Gleichwohl war er anscheinend kein Athosmönch, sondern lebte als Mönch am bithynischen Olymp, wie sein Beiname Olympites ausweist. Er wurde später als Gründer des dortigen Smiliaklosters genannt. Aus der Amtszeit des Patriarchen Nikolaos sind verschiedene Entscheidungen zur Verwaltung von Klöstern überliefert.
Die Datierung der Amtszeit des Nikolaos folgt Jean Darrouzès, nachdem früher eine vierjährige Vakanz vor seinem Amtsantritt angenommen wurde und seine Amtszeit von 983 bis Anfang 996 datiert wurde. Das Todesdatum, der 16. Dezember, ist durch den Eintrag im Synaxarion überliefert.